# 괴산 김관 묘소
괴산 김관 묘소(槐山 金灌 墓所)는 충청북도 괴산군 불정면 지장리에 있는 조선시대 김관의 무덤이다. 2010년 3월 12일 충청북도의 기념물 제146호로 지정되었다.

## 개요
봉분 1기, 묘갈 1기, 석조재집, 난간석, 문인석 2기는 1417년 김관 사후 장례와 함께 조성되었던 것으로 보인다.
묘비는 1750년(영조26년)에 세운 것이며, 혼유석, 상석, 향로석, 사자석 2기, 장명등 1기는 1985년 추가로 조성된 것이다.
3단으로 조성된 묘역의 제일 상단에는 예장석(禮葬石)이 둘러진 장방형 봉분 1기가 있고 바로 앞에는 齋집이라고 하는 기와집을 본뜬 1柱 石物이 있다. 석물 안에 작은 묘갈 1기가 있는데, 마모가 심하다. 재집 좌우에는 欄干石을 1칸씩 설치하였다. 재집 앞에는 1985년 조성한 혼유석, 상석, 향로석, 사자석 등이 있고, 봉분 향 우측에 1750년에 세운 묘비가 있다. 한단 내려와서 좌우에 1쌍의 文人石, 다시 한단 내려와 정면에 長明燈이 서 있다.
장방형 봉분으로 예장석(禮葬石)이 전후면 길이 390㎝, 양측길이 460㎝, 높이 30㎝이다. 묘비석은 비신높이 144㎝, 폭 62㎝, 두께 34㎝이다.
봉분 앞에 “齋집”이라고 하는 기와집을 본뜬 1柱 石物과 석물 안에 작은 묘갈을 세운 점, 재집 좌우 봉분 정면에만 欄干石을 1칸씩 설치한 특이한 형태이다.
김관(? 〜1417)은 고려말 判奉常寺事를 지낸 金仲房의 아들로 戶曹參議를 지냈으며, 후에 議政府 左贊成에 추증되었다.
김관의 장녀는 조선 太宗의 제1庶子로 孝嬪 金氏의 소생인 慶寧君 排의 부인이 되었다.
봉분 앞 석물이 특이하게 기와집을 본뜬󰡒재(齋)집󰡓형태의 석물과 석물 안에 작은 묘갈을 세웠다. 재집 좌우 봉분 정면에만 난간석(欄干石)을 1칸씩 설치하였는데 이러한 석조구조물이 매우 희귀한 형태여서 조선시대의 묘제 연구에 귀중한 자료가 될 것으로 사료 된다.

## 참고 문헌
- 괴산 김관 묘소 - 국가유산청 국가유산포털